# 高门圣米迦勒堂

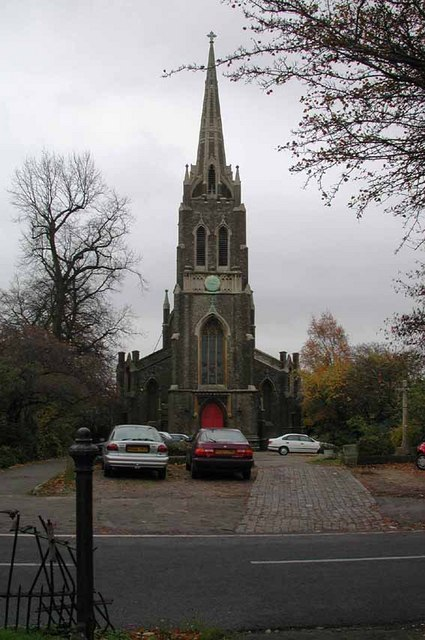
高门圣米迦勒堂

高门圣米迦勒堂（St Michael's Church,Highgate）是英国圣公会的堂区教堂，位于北伦敦卡姆登区高门山顶，是大伦敦地势最高的教堂。它是1831年国会拨款建造的滑铁卢教堂之一，1832年11月8日献堂。建筑师为刘易斯·沃利米，1831年他为教堂绘制的原始图纸在皇家艺术研究院展出。
从17世纪末到1830年，在教堂的原址上，是原伦敦市长勋爵威廉·阿什赫斯特爵士的住所阿什赫斯特府。阿什赫斯特府地下室的遗迹，现在构成了教堂地下室的一部分。
教堂的尖顶用巴斯石建造，带有波特兰石的十字架，是伦敦北部天际线上的地标。
在内部，圣所和唱诗班席由G. E. Street建于1880年。讲道坛建于1848年。现在的长凳可以追溯到1879年。现在的管风琴由希尔和戴维森制作，于1885年安装，取代了1842年的早期乐器。1985年进行了大修。
教堂中央有一块石板，以纪念塞缪尔·泰勒·柯勒律治及其家人。
在第二次世界大战中，教堂被敌方空袭破坏，现在东端的花窗玻璃安装于1954年，取代在闪电战中破碎的窗户。这是伊维·霍恩最后的作品之一，描绘的是最后的晚餐。